# کیلیفی، کنیا
کیلیفی (به انگلیسی: Kilifi) شهری در استان ساحلی واقع در کشور کنیا است که در سال ۱۹۹۹ میلادی ۳۰٫۳۹۴ نفر جمعیت داشته و جمعیت آن در سال ۲۰۰۵ میلادی به ۴۵٫۷۸۳ نفر رسیده‌است.